# البیو سیرس
البیو سیرس (به انگلیسی: Albio Sires) نمایندهٔ حوزه انتخابیه هشتم نیوجرسی از حزب دموکرات ایالات متحده آمریکا در مجلس نمایندگان ایالات متحده آمریکا است که برای نخستین‌بار در ۷ نوامبر ۲۰۰۶ میلادی به‌عضویت این مجلس درآمد.